# Слипер, Марта
Марта Слипер (англ. Martha Sleeper, 24 июня 1910 — 25 марта 1983) — американская актриса. Родилась в небольшом городе в штате Иллинойс, а детство провела на ранчо в Вайоминге. В юности Слипер посещала танцевальные курсы в Нью-Йорке. Её отец был руководителем труппы музыкального театра в Нью-Йорке, и в 1923 году по состоянию здоровья был вынужден переехать в Лос-Анджелес, забрав с собой и семью.
В 1924 году Слипер была принята на киностудию «Hal Roach studios», где в том же году состоялся её кинодебют. В 1927 году актриса попала в список WAMPAS Baby Stars, как одна из начинающих и подающих надежды актриса. В дальнейшие годы своей карьеры Слипер снялась в шести десятках кинокартин, среди которых «Благоразумие» (1927), «Мадам Сатана» (1930), «Полуночная Мэри» (1933), «Подлец» (1935), «Ритм на кручах» (1936) и «Колокола Святой Марии» (1945). В 1936 году она вместе с мужем Харди Олбрайтом вернулась в Нью-Йорке, где до конца 1940-х много играла на театральных сценах Бродвея.
В 1949 году во время отдыха на Виргинских островах со своим вторым супругом, актриса решила не возвращаться на материк. Она обосновалась в Сан-Хуане, где год спустя открыла магазин по продаже женской одежды и украшений собственного производства. Её разнообразные броши и ожерелья, были довольно популярны среди кинозвёзд того времени, таких как Долорес дель Рио и Фэй Рэй. В 1969 году Слипер вернулась в Южную Каролину, где в марте 1983 года умерла в возрасте 72 лет.